# АГБ-3
Авиагоризонт АГБ-3 (авиагоризонт бомбардировщика, по аналогии с АГИ-1, — истребителя) — авиагоризонт.
Вид индикации — «с земли на самолёт». Предназначен для тяжелых неманевренных самолётов (бомбардировщиков)
Конструктивное исполнение — автономный. Ввиду отсутствия дополнительной следящей рамы гироскопического датчика, рабочий диапазон углов тангажа ограничен углами 80 градусов.
Имеет следующие модификации АГБ-3 (подсветка ультрафиолетовыми лучами, применяется на самолётах ОКБ Мясищева 3М, М-4), АГБ-3Б (белый подсвет шкалы), АГБ-3К (красный подсвет шкалы, самая распространённая модификация так как применяется на Ми-8/17, Як-40, Ил-76). С 1992 года по настоящее время выпускается 3-я серия прибора (АГБ-3К серия 3).
Применяется на самолётах Ан-24, Ан-26, Ан-32, Як-40, Ил-62 и вертолётах семейства Ми-8/17.
Чувствительным элементом авиагоризонта является гироскопический датчик, не имеющий механической связи с механизмом указателя по каналу тангажа, но имеющий механическую связь по каналу крена. Указанная схема по некоторым сведениям была скопирована с трофейного американского авиагоризонта.

## Основные технические данные
| Параметр | Значение                                     |
| --- | -------------------------------------------- |
| Время готовности, мин, не более | 1,5                                          |
| Потребляемые токи в установившемся режиме. А не более: а) от источника переменного тока напряжением 36В 400Гц: в фазе III в фазах I,II б) от источника постоянного тока напряжением 27 В | 0,8 0,9 0,3                                  |
| Погрешность показаний авиагоризонта, включая застой и инструментально-шкаловую ошибку, на углах от 0 до 30' град, не более                                                               | ±1                                           |
| Скорость прецессии гироскопа по осям крена и тангажа под действием коррекции, '/мин | 1.8-5                                        |
| Уход гироскопа с выключенной коррекцией на качающемся основании за 5 минут, град, не более по крену по тангажу                                                                           | ±2,5 ±4                                      |
| Срабатывание сигнализатора отказа питания при обрыве цепи питания постоянного тока и одной из фаз цепи переменного тока:                                                                 | перед шкалой тангажа должен появиться флажок |
| Масса, кг, не более | 4.7                                          |

## Принцип действия
Гироскопическая система авиагоризонта АГБ-3(АГБ-3К) представляет собой гироскоп с тремя степенями свободы, главная ось которого поддерживается в вертикали места (то есть перпендикулярно плоскости истинного горизонта) системой электрической маятниковой коррекции. Как известно, главная ось некорректируемого трёхстепенного гироскопа вследствие суточного вращения Земли и перемещения самолёта в полёте относительно земли, а также под влиянием трения в опорах карданова подвеса, остаточной несбалансированности гироскопа и ряда других причин будет с течением времени отклоняться от положения истинной вертикали места.
Электрическая маятниковая коррекция, состоящая из двух одноосных жидкостных маятниковых датчиков и коррекционных моторов, определяет истинную вертикаль и создаёт на осях карданова подвеса гироскопа моменты, вызывающие прецессионное движение главной оси гироскопа к вертикальному направлению.